# Észak-aleppói offenzíva (2016. február)
Ez a szócikk az arab neveket a Magyar Helyesírás Szabályai 221. pontja által a tudományos ismeretterjesztés számára megengedett nemzetközi átírást használja. Amennyiben létezik közismert magyar név, akkor a szócikkben az szerepel.
A 2016. februári észak-aleppói offenzíva a Szíriai Hadsereg és szövetségeseinek támadó hadművelet volt Aleppótól északnyugatra 2016. februárban. Ezalatt sikeresen áttörték Nubl és al-Zahraa hároméves ostromát, és így sikerrel blokkolták a felkelők Törökországból induló utánpótlási útvonalait.

## Előkészületek
2016. január legvégén olyan hírek kezdtek el terjedni, hogy Damaszkusz környékéről erősítést küldenek az Aleppó környékén állomásozó csapatokhoz, mellyel egy új offenzívát készítenek elő. Több mint 3000 mozgósított katonáról írtak, de pontos állomáshelyük titokban maradt.

## Offenzíva

### Nubl és al-Zahraa ostromának felszámolása

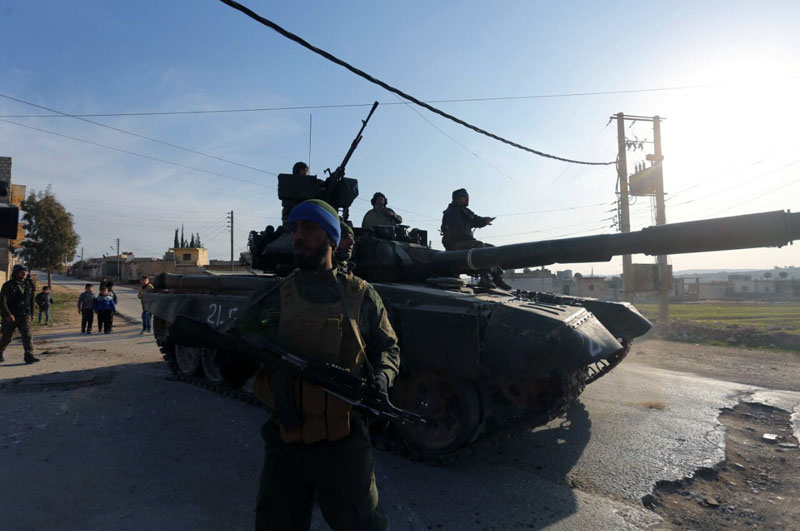
Kormánypárti katonák Nubl és al-Zahraa bekerített területeknél az ostromgyűrű áttörése után.

2016. február 1-én a Nemzetvédelmi Erők (NDF) 4. Műszaki Osztaga, a Hezbollah, a Kata'ib Hezbollah és az iráni támogatású iraki félkatonai szervezet, a Harakat Hezbollah al-Nujaba megtámadták a felkelők állásait Duwayr al-Zeytoun és Bashkoy városai körül.
 Duwayr Al-Zeitoun biztosítása után az SAA és szövetségesei észak felé fordultak, és két óra alatt kiűzték a felkelőket Tal-Jibbin városából. A felkelői seregeket a Hezbollah vezetésével ezután az al-Mallah farmoknál állították meg, ahol sikeresen védekeztek.
Erre a hadműveletre hivatkozva a 2016-os genfi béketárgyalásokon az ellenzék 2016. február 1-én bejelentette, hogy kilépnek a tárgyalásokról, és emiatt a megbeszéléseket fel is függesztették. A felkelők parancsnokai azt mondták, remélik, a béketárgyalások összeomlása „meggyőzi az olyan külföldi támogatóikat, mint Törökország és Szaúd-Arábia, hogy itt az ideje annak, hogy több és jobb minőségű fegyvert küldjenek, többek között légvédelmi rakétákat.” Az egyik vezető azt mondta, „valami újra” számít, „Isten tudja, mi lesz”, miután abbamaradtak a genfi béketárgyalások.
Február 2-ra a kormány seregei előre törtek Tal Jibbintől északra, és megerősítették Hardatin védelmét. Ezután a hadsereg tovább haladt, és rövid időre elfoglalta Ratyant, de onnét a felkelők egy ellentámadással még aznap kiszorították őket. Később ismét megpróbáltak behatolni Ratyanba, ekkor a város 75%-a került a kormány ellenőrzése alá. Amellett hogy a kormány keletről területeket szerzett meg, a Nubl-Zahra területen bennragadt harcosok nyugatról próbáltak meg kitörni és kisebb területnyereséget elérni.
Február 3-án a kormány egy bekerítő hadművelet után megtámadta Muarrassat al-Khan falut. Ennek eleste szárazföldi összeköttetést nyitott Nubl és al-Zahraa felé, ahol az ostromot még aznap felszámolták. A helybéliek ünnepeken mondtak köszönetet Aszadnak, Iránnak és a Hezbollahnak, melyet az utóbbi televíziója, az al-Manar közvetített is. A hadműveletben a felkelők 11 parancsnokát ölték meg.

### Kurd vezetésű támadások és a ratjáni csata
Február 4-én a kurd YPG szintén támadást indított a felkelők ellen Észak-Aleppóban, és Nubltől északra elfoglalta Ziyara és Khreiybeh területét. Ugyanakkor a kormány Mayer és Kafr Naya városait szállta meg.
Február 5-én a hadsereg elfoglalta Ratjánt, miközben a felkelők egy északi ellentámadást követően visszafoglalták Kafr Naya városát. Miután több mint tíz harcosukat megölték és több tucatnyian rajtuk kívül is megsebesültek, a felkelőkhöz tartozó Levantei Front evakuálta ratjáni központját.  Aznap még az NDF, a Hezbollah és a 4. Műszaki Osztag az iraki félkatonai seregekkel kitörtek a nemrég elfoglalt Mayer falai közül, és kiűzték a felkelőket a közeli Abu Farid és Al-Babeli farmokról. Egy másik ellentámadásban a felkelők Ratján nyugati részét visszafoglalták. Estére a hadsereg olyan állásokat foglalt el, ahonnét rá lehetett látni Bayanounra, ahol tovább folytak a faluban a harcok. A területről több ezer ember özönlött a török határ irányába.
 Másnap a kormányerők Ratján teljes területét elfoglalták, és a szappangyár védelmének megerősítése után megszerezték a Bashkoy-Ratján útvonalat is. Előző nap a faluért folytatott harcban a két oldalon 140-160 ember halt meg, közülük 100 felkelő, 60 pedig a kormány katonája volt. A kormány veszteségei között ott volt Hafez Ahmed Al-Abood tábornok és a Hezbollah parancsnoka, Haydar Fariz. A felkelők oldalán legalább egy gyermekkatona is meghalt. Ez annak tudható be, hogy az emberhiány miatt egyre több gyermeket küldenek a harcterekre. Meghalt Ali Yousef Dasho háborús tudósító, miközben a kormány oldaláról a ratjáni csatáról tudósított.
Február 6-án az YPG és a Forradalmárok Hadserege elfoglalt két falut, egy dombot és az al-Faisal malom területét. Az egyik falu, Al-Alqamiyeh, az ellenzéki Menádz Légibázis közelében volt. Még délebbre az YPG csapatai elfoglalták az öblöt és a Talat Al-Firan dombot, ahonnét rá lehetett látni Tannurah városára. Menádz városát orosz légitámadások érték, de előtte állítólag a kurdok figyelmeztették a felkelőket, hogy ha el akarják kerülni a csapásokat, adják át a várost. Az YPG ezen kívül elérte Deir Jamal város déli bejáratát is.
Február 7-nek kezdetén a kormány 7 kilométerre volt a felkelők kezén lévő Tell Rifaat városától. Ezután tovább haladtak, elfoglalták Kiffin falut, és így már csak 5 km-re voltak Tell Rifaat szélétől. Ezután két különböző irányból is megtámadták Kafr Naya területét. Egyidejűleg az YPG három falut szerzett meg aznap. Ezek között volt Ajar és annak dombja, Maraanaz és Deir Jamal. A kurd seregek ezen kívül teljesen elfoglalták a Deir Jamaltól délre futó utat, így a kormány már nem juthatott ezen keresztül Tell Rifaatba. A hadsereg és a kurdok a hírek szerint közös ellenőrző pontot építettek Kiffin közelében, hogy így akadályozzák meg a lehetséges vitákat. A következő éjszaka az oroszok végig heves bombazáport zúdítottak Menagh területére.

### A menádzi Katonai Repülőtér elfoglalása
Február 8-án még mindig nem adták át a Menádzi katonai repteret a kurdoknak, mivel két ellenzéki csoport között ellentét alakult ki. Eközben a reptértől délre az YPG elfoglalta Kafr Antun területét. Mindezalatt a hadsereg Nubltől és al-Zahraatól délre Tannurah irányába indított egy támadás, melynek a végén a városokra rálátást biztosító dombokért folytak a harcok. Ezt a kísérletet visszaverték. Nimr Shukri, az Ahrar ash-Sham aleppói parancsnoka a nap folyamán meghalt.
Február 9-én az DSF (az YPG és a Jaysh al-Thuwar csapataiból összeállt) Szíriai Demokratikus Erők a menádzi légibázistól északnyugatra elfoglalták Al-Mashtalt. Még délebbre úgy látták, hogy egy 100 járműből álló felkelői erősítés érkezett Idlibből Aleppóba, mely személyzeten kívül lőszereket is szállított. Későbbi hírek szerint a hadsereg szétlőtt egy 20 járműből álló felkelői konvojt az Aleppót Latakiával összekötő M4-es autópályán.
Február 10-én tovább folytak Menádz környékén és a repülőtéren a harcok, annak ellenére, hogy előző éjszaka olyan hírek érkeztek, hogy a falut és a mellette fekvő létesítményt az SDF elfoglalta. Tannurah környékén is több összecsapásra került sor. Este az SDF elfoglalta Menádzt és a mellette fekvő katonai repteret. Ezelőtt azonban a repülőteret legalább 30 orosz légitámadás érte. Egy háromnapos csata után a Hadsereg, az SDF és a Hezbollah egységei áttörték Kafr Naya körül a felkelők állásait, és elfoglalták a falut.

### Az SDF északról, a Hadsereg nyugatról nyomul, eközben a törökök is bombáztak
Február 11-én délután felé az YPG több jelentés szerint is elérte Azaz nyugati külvárosait, a harcok gócpontja pedig az állami kórház és a várostól 2 km-re álló Al Shat ellenőrző pont. A kurdok azonban tagadták, hogy támadást indítottak volna Azaz ellen. Másnap délelőtt a kormány átvette az ellenőrzést a Tannurah mellett álló Duhrat Al-Qur’ah és Duhrat Al-Qundilah hegye fölött. Ezt a héten a második itteni támadás során sikerült megszerezniük. Ezután a Tannourah Kőbányákat támadták meg, estére pedig Tannourah északi része került támadások középpontjába. Így három és fél év után ismét a Simeon-hegy lábánál állt a hadsereg. Az YPG előretört Kafr Antoan környékén és állítólag elfoglalták Azaz közelében az Al Shat ellenőrző pontot.
Február 14-én a hadsereg teljes egészében biztosította Tannourah városát, tovább haladt Anadan irányába, miközben Tell Rifaatot-20-40 légi találat érte. Északon az SDF frissen elfoglalt területeit – Menádzst és a mellette fekvő repteret – a törökök vették tűz alá, amit három órán keresztül folyamatosan lőttek. Ezelőtt az YPG 5000 méterre megközelítette Azaz városát. Sok Twitter-bejegyzés szerint ez segítette a felkelők ellentámadását, melyet azonban végül visszavertek. Egy török katonai tisztviselő úgy nyilatkozott, hogy a tűz válasz volt az YPG török katonai kirendeltségek elleni támadására, míg Ahmet Davutoglu török miniszterelnök azt követelte, hogy a kurdok vonuljanak ki a frissen elfoglalt körzetekből. Az SDF kijelentette, hogy ők nem vonulnak ki, és a török ágyúzás ellenére kétfrontos támadást indítottak Tell Rifaat ellen. Elfoglalták a Tell Rifaat és Azaz városokat összekötő út mellett fekvő Ayn Daqnah falut, és tovább haladtak Tell Rifaat nyugati külvárosáig.
Február 14-én a törökök második napja ágyúzták a kurd seregeket, miközben a kormányerők megpróbáltak előrenyomulni Tannurahból Anadan felé. A nap folyamán 350 felkelő harcos lépte át a szír-török határt, hogy erősítse a Tell Rifaatnál állomásozókat. Az Atamah katonai határátkelőt használták, korábban pedig a török hatóságok jóváhagyásával Idlibből mentek át török területre. Késő este az SDF seregei behatoltak Tell Rifaat északi és nyugati külvárosaiba, és elérték a vasútállomást, ahol harcok törtek ki, melyek a kormányerők győzelmével zárultak. Így reggelre a város nagy része (71%-a) az ő ellenőrzésük alatt volt. Azért sikerült viszonylag egyszerűen előre törnie az SDF-nek, és ezáltal behatolni Tell Rifatba, mivel a felkelők a város nyugati részén nem építettek védelmi vonalat. Az SDF miután elvágta Kashir és Azaz között az utat, elfoglalta az előbbi várost is. Az Azazban lakók ezután egy azonnali felkelői támadás lehetősége miatt féltek. Az SDF is megpróbált előre jutni a Kaljibrin területeken, és egyre inkább megközelíteni az ISIL által ellenőrzött régiókat.
Február 15-én a kormányerők kivonultak Kafr Naya területéről, annak ellenőrzését átadták az SDF tagjainak. Az SDF ezen kívül elfoglalta Kafr Naseh területét, Tell Rifaatot pedig teljesen megtisztította, miközben a várostól délre fekvő Misqan és Ahras falvak a kormány kezére jutottak. Ekkor az SDF seregei 6 km-re voltak az ISIL területétől. A török miniszterelnök így fogadkozott: „Nem hagyjuk, hogy Azaz elessen.” Felszólította az YPG-t, hogy ne merjen Afrintól nyugatra vagy az Eufrátesztől keletre menni (az ISIIL területére), mert a törökök harmadik napja folytatták az ágyúzást. Ezek közben Tell Rifaatban is több helyszínt lőttek. Joe Biden amerikai elnökhelyettes felhívta a török miniszterelnököt, hogy ne ne eszkalálja a helyzetet, és „hagyja abba a kurdok ágyúzását”. A felhívást a törökök „meglepetten” fogadták.
Február 16-án olyan hírek érkeztek, hogy a felkelők kivonultak a frontvonalon az ISIL-lel vívott harc frontvonalán lévő Mare'ből, így az az SDF kezére jutott. Ezt azonban a felkelők cáfolták. Ezen kívül olyan feltételezések is voltak, hogy a hadsereg átadja Ahrast az SDF-nek, hogy így csökkentse a feszültséget, és elkerüljék a lehetséges jövőbeli összecsapásokat. Később az SDF elfoglalta a Mare mellett lévő Sheikh Isa területét. A török tüzérség eközben folyamatosan támadás alatt tartotta az SDF seregeit.

## Következmények – az YPG előretörése Aleppóban és az SAA északnyugati betörése

Területcserék 2016. februárban.

Február 16-17. éjszakáján több meg nem erősített hír szólt arról, hogy az YPG elvágta a Castello utat, a felkelők utolsó aleppói utánpótlási útvonalát. Másnap reggel megerősítették, hogy az YPG az északi, a kurdok kezén lévő Sheikh Maqsood kerületből támadást indítottak a felkelők állásai ellen nyugaton Bani Zaid kerületben, keleten Bustan al-Basha kerületben, délen Al-Ashrafiyah kerületben és a Castello út ellen északon. A harcok alatt az YPG a hírek szerint az YPG megszerezte a Castello körforgalmat és az Al-Ashrafiyahban lévő Hanaan kórházat. Az YPG Castello út elleni támadását visszaverték. Később egy 500 fős al-Nuszra csoport lépett be a török hatóságok jóváhagyásával Azazon keresztül Idlibből Észak-Aleppóba. Február 18-i hírek szerint az YPG elfoglalta Bani Zaid Fiatalok Házai területét és a Castello körforgalmat, így elvágták az utolsó lehetséges felkelői utánpótlási útvonalat is, mely a városba vezetett. Másnap azonban a felkelők visszafoglalták a Fiatalok Házai területet vagy annak legalább egy részét.
Február 22-23-án a jelentések szerint az SDF az orosz légi támogatás mellett Bani Zaidban elfoglalta a Salehiddeen mecsetet és Al-Ashrafiyahban a Younis Al-Saba’wi Iskolát valamint a Jama’ Al-Istaqmatot. A kurd seregek ismét előrébb kerültek a Fiatalok Házai területen. Ezt a részt február 25-én teljes egészében elfoglalták.
Február 26-án a szír kormány csapatai egy újabb támadást indítottak Aleppó városától északnyugatra, és a jelentések szerint a kurdok kezén lévő területen keresztül megtámadták Shaykh Aqilt és Qabtan al-Jabalt. A Szíriai Hadsereg Shaykh Aqilt, elfoglalta,de a felkelők pár óra után visszafoglalták tőlük. Az előretörési kísérlet pár órával az országos tűzszünet hatályba lépése előtt történt. Aznap a hadsereg békés körülmények között átengedte Ahrast az SDF csapatainak. A hónap végén újabb előkészületek voltak egy Aleppótól nyugatra indítandó offenzíva okán, mellyel el akarták vágni a felkelőkhöz a városba vezető utánpótlási útvonalakat.
Március elején a kormányzati és az ellenzéki források összhangban lévő állításai szerint az YPG elfoglalt egy stratégiai dombot, mely rálátást biztosít a Castello útra. Az YPG visszautasította ezt.

## Iráni és orosz támogatás
Kászem Szolejmáni vezérezredes, a Jeruzsálemi Erők parancsnoka a hírek szerint ott volt a helyszínen, és onnan ellenőrizte a hadműveletet, miközben a hírek szerint az iráni csapatok oroszlánrészt vettek ki a szír hadsereg és szövetségeseik győzelméből. A Forradalmi Gárda 14–24 tanácsadója halt meg. Köztük volt Mohsen Ghajarian dandártábornok, a 21. Reza Armored Imám Neyshaburi Dandárjának a vezetője, az Irak–iráni háború veteránja. Ő volt annak a támadásnak a tanácsadója, mely során ő és hat társa is életét vesztette.
Feltehetőleg, a szárazföldi csapatoknak az észak-aleppói felkelők elleni sorozatos sikerének egyik fő tényezője az orosz légierő által folyamatosan biztosított légi támogatás volt.

## A kurdok szerepe
Az iráni Forradalmi Gárda egyik szervezete, a Fars Hírügynökség arról számolt be, hogy a Kurd Népvédelmi Egységek a Szíriai Hadsereg segítségére voltak a Shirava körzetben fekvő Al-Ziyare és Kharebeh falvak elfoglalásakor. A Fars' jelentése szerint a megsebesült szíriai katonákat kurd területekre küldték.